# Il gioco delle ombre
Il gioco delle ombre è un film del 1991 diretto da Stefano Gabrini.

## Trama
Un giovane scrittore si trasferisce in una casa che lentamente risucchia l'energia dal suo corpo.